# رائد المالكي
رائد صالح المالكي مواليد 4 مارس 2003 في السعودية، هو لاعب كرة قدم سعودي يلعب كمدافع في نادي وج.

## مسيرة اللاعب
لعب في نادي العين ونادي وج.